# 里茲維爾 (喬治亞州)
里茲維爾（英語：Reidsville）是一個位於美國喬治亞州塔特納爾縣的城市。根據2010年美國人口普查，該地人口為4944人，而該地的面積約為20.00平方千米。同時該地也是塔特納爾縣的縣治。

## 地理
里茲維爾的座標為32°05′02″N 82°07′15″W / 32.08389°N 82.12083°W，而該地的平均海拔高度為64米（即210英尺）。